# Gakuryū Ishii
Gakuryū Ishii (japanisch 石井 岳龍 Ishii Gakuryū; * 15. Januar 1957 in der Präfektur Fukuoka) bis 2012 Sōgo Ishii (japanisch 石井 聰亙 Ishii Sōgo) ist ein japanischer Filmregisseur. Im Vor- und Abspann wird er manchmal als Sohgo Ishii oder Toshihiro Ishii aufgelistet.

## Karriere
Ishii gilt stilistisch als Außenseiter im japanischen Film, der in seinen Filmen zahlreiche Genres miteinander vermischt und bewusst mit Konventionen bricht. Er gilt als einer der bedeutendsten japanischen Filmregisseure der Gegenwart.
1986 drehte er mit den Einstürzenden Neubauten den Kurzfilm ½ Mensch. Typische Stilmittel Ishiis sind Kameraführungen à la Shinya Tsukamoto (sehr experimentelle hektische Kameraführung und schnelle Schnitte).
Durch sein großes Interesse an Musik widmet sich Ishii nicht nur der Spielfilmkunst, sondern hat auch schon für viele Punkrock-Bands wie The Stalin, Isseifubi Sepiia oder The Roosterz Videoclips gedreht.

## Filmografie
- 1978: Kōkō Daipanikku
- 1980: Kuruizaki Thunder Road
- 1981: Shuffle
- 1982: Burst City (爆裂都市 バースト・シティ, Bakuretsu Toshi Bāsuto Shiti)
- 1984: Die Familie mit dem umgekehrten Düsenantrieb (逆噴射家族, Gyakufunsha Kazoku)
- 1986: ½ Mensch
- 1995: August im Wasser (水の中の八月, Mizu no naka no hachigatsu)
- 1997: Labyrinth der Träume (ユメノ銀河, Yume no Ginga)
- 2000: Electric Dragon 80.000 V
- 2000: Gojô reisenki: Gojoe
- 2003: Dead End Run
- 2004: Kyôshin
- 2012: Isn’t Anyone Alive? (生きてるものはいないのか, Ikiterumono wa inainoka)
- 2013: The Flower of Shanidar (シャニダールの花, Shanidâru no hana)
- 2015: Soredake (ソレダケ)
- 2016: Mitsu no aware (蜜のあわれ)
- 2018: Panku-zamurai, kirarete sôrô (パンク侍、斬られて候)
- 2024: Hako Otoko (箱男)